# Заброшенная станция
«Заброшенная станция» — иранский драматический фильм, снятый в 2002 году по сценарию Аббаса Киаростами.

## Сюжет
Фотограф Махмуд и его жена Махтаб совершают паломничество в Мешхед. Они едут по пустынной местности и съезжают на второстепенную дорогу. Через неё пробегает олень. Махмуд пытается избежать столкновения, их машина налетает днищем на камни и повреждается.
Махтаб работала учительницей, но доктора запретили ей работу, требующую усилий.
Махмуд идёт по дороге и попадает в деревню, где пытается найти механика. Оказывается, что все мужчины, кроме учителя Феизоллаха Парихани, подались на заработки в город. Учитель умеет ремонтировать машины и вызывается помочь Махмуду. На мотоцикле они едут к машине. Ремонт требует времени и Махмуд отвозит жену в деревню, где она будет заменять учителя. Дети поначалу не приняли её всерьёз, но Махмуд сказал, что Махтаб приехала из столицы, чтобы проверить их знания.
В школе учится дюжина детей, и занятия проводятся одновременно с 1 по 5 класс. Лучшая ученица Джейран — инвалид, у которой не развиты ноги. Относит Джейран в класс. Ученик Софи смотрит за овцой, которая скоро должна родить ягнёнка. У многих детей нет матерей.
Феизоллах и Махмуд едут за запчастями, по дороге разговаривая. Фезола когда-то баллотировался в депутаты парламента, но не был избран. Отец Феизоллаха, хаджи, тоже был учителем в этой деревне и учил родителей теперешних учеников. Фезола поддерживает школу на свои заработки от нескольких овец и коров и участка земли, покупая парты, тетради, ручки.
Кроме уроков, Махтаб должна постричь волосы и ногти ученикам. Она учит детей стричь ногти. Одна из учениц, Сетарэ, их грызёт, и на вопрос почему, дети отвечают, что из-за страха грузовых поездов. Под грузовым поездом погибла мать Сетарэ. Ученики насмехаются на Сетарэ, но Махтаб говорит, что это многие люди боятся, даже она сама.
Махтаб проводит диктант о том, как Колумб открыл новый континент.
В деревню приезжает торговец, но никто не интересуется его товаром.
Овца начинает рожать. С детьми идут в хлев, но женщины прогоняют детей. Матаб смотрит на роды со страхом. Когда женщины узнают, что она не рожала, они прогоняют и её, чтобы роды не проходили сложно. Ягнёнок рождается мёртвым.
Женщины приглашают учеников пообедать. За обедом, одна из женщин и Махтаб разговаривают про роды и, говорит что она ждёт ребёнка, и у неё уже были два выкидыша.
Мотоцикл Фезолы ломается, и они ловят попутку, чтобы добраться в деревню.
Махтаб продолжает занятия. Старшие ученики проверяют работы младших. Махтаб узнаёт, что один из учеников Ало не обедал, поскольку сторожил участок и скот Фезолы. Все вместе они отправляются на участок, который расположен недалеко от железной дороги. Но они не видят Ало. Он когда-то убегал, чтобы увидеть место, куда идут поезда и дети думают, что он убежал снова. Но они просто не заметили его.
Дети и Махтаб идут играть в прятки в старых пассажирских вагонах. После они видят проходящий товарный поезд. Сетаре говорит, что она больше не боится поездов, но на месте, где она стояла, Махтаб видит мокрую землю.
Фезола и Махмуд приезжают на отремонтированной машине. Махмуд фотографирует детей. Ало просит Махтаб довезти его в то место, куда ходят поезда. Махмуд и Махтаб уезжают, но дети бегут за машиной. Махтаб несколько раз просит остановить машину и уговаривает детей вернуться в деревню.

## Награды
- Лучшая актриса (Лейла Хатами): Монреальский кинофестиваль (2002)[1]